# FIFA 17
FIFA 17 – komputerowa gra sportowa podejmująca tematykę piłki nożnej, stworzona przez studio EA Sports. Jest to dwudziesta czwarta część piłkarskiej serii FIFA. Gra została wydana 27 września 2016 w Ameryce. Europejska premiera odbyła się dwa dni później, 29 września. 21 lipca 2016 ogłoszono, po publicznym głosowaniu, na okładce gry znajdzie się Marco Reus.
Demo gry ukazało się 13 września 2016.

## Rozgrywka
FIFA 17 jest komputerową grą sportową o tematyce piłki nożnej. Po raz pierwszy w historii serii FIFA zastosowano nowy silnik gry Frostbite. Dokonano także zmian w sposobie myślenia i poruszania się zawodników, fizycznych starciach z rywalami i zachowania w ataku piłkarzy. W tej edycji gry przebudowano także stałe fragmenty gry. Na targach gamescom 2016 twórcy gry zaprezentowali dwa nowe tryby w rozgrywce Ultimate Team, wyzwania budowania składu oraz Mistrzostwa FUT. Na konsole Xbox 360 i systemy PlayStation 3 nie zawiera wszystkich nowości wprowadzanych na konsole Xbox One, systemy PlayStation 4 i komputery PC.
FIFA 17 w polskiej wersji językowej otrzymała po raz drugi komentarz z udziałem Dariusza Szpakowskiego oraz Jacka Laskowskiego.

## Tryb Droga do sławy
FIFA 17 udostępnia nowy tryb Droga do sławy dostępny tylko na konsole Xbox One, PlayStation 4 i komputery PC. Gracz wciela się postać Alexa Huntera, młodego piłkarza, próbującego zostawić swój ślad na boiskach Premier League.

## Odbiór gry
FIFA 17 otrzymała w większości pozytywne opinie. Większość recenzentów zachwycało się silnikiem gry Frostbite 3. Jest to najlepiej sprzedająca się część serii, zarazem najlepiej sprzedającą się grą konsolową 2016 roku.